# آلاله لبه‌دار
آلاله لبه‌دار (نام علمی: Ranunculus marginatus) نام یک گونه از سرده آلاله است. سردهٔ آلاله در ایران ۵۵ گونهٔ علفی یک ساله و چند ساله دارد. آلاله لبه‌دار یکی از ۵۵ گونهٔ موجود در ایران است.